# Big Deal (Killer Dwarfs)
Big Deal è il terzo album dei Killer Dwarfs, pubblicato nel 1988 per l'etichetta discografica Epic Records.
Big Deal è il primo album pubblicato per la major label Epic. Venne prodotto da Simon Hanhart, già noto per le sue collaborazione con gruppi come Saxon, Bryan Adams, Waysted, Yngwie Malmsteen, Shy. L'album si piazzò alla posizione 169 della classifica di Billboard. Nel 2000 è stato ristampato con l'aggiunta di 6 tracce bonus dalla piccola etichetta Collectables Records.

## Tracce
1. Tell Me Please (Graham, Hall) 4:09
2. We Stand Alone (Graham, Hall) 5:07
3. Startin' to Shine (Graham, Hall) 4:33
4. Breakaway (Graham, Hall) 3:08
5. Union of Pride (Graham, Hall) 5:08
6. Lifetime (Graham, Hall) 4:26
7. Power (Graham, Hall) 4:15
8. I'm Alive (Graham, Hall) 4:15
9. Burn It Down (Graham, Hall) 2:40
10. Desperados (Graham, Hall) 4:23
11. Hard Luck Town (Finn, Graham, Mayer, Millar) 4:34 *
12. Just as Well (Finn, Graham, Mayer, Millar)	4:30 *
13. Driftin' Back (Finn, Graham, Mayer, Millar) 6:18 *
14. All My Heroes (Finn, Graham, Mayer, Millar) 2:58 *
15. Stranger Than Fiction (Finn, Graham, Jackson, Mayer, Millar) 4:11 *
16. Four Seasons (Finn, Graham, Mayer, Millar) 5:57 *

*Bonus track aggiunte nella ristampa del 2000 pubblicata dalla Collectables Records.

## Formazione
- Russ "Dwarf" Graham - voce
- Mike "Dwarf" Hall - chitarra
- Bad Ronbo "Dwarf" Mayer - basso
- Darrell "Dwarf" Millar - batteria